# 스트로베리 레인
《스트로베리 레인》(영어: Strawberry Lane)는 2014년부터 2015년까지 방영된 필리핀의 드라마이다.